# Fas jezici
Fas jezici, malena papuanska jezična skupina koja čini dio porodice arai-kwomtari. Ime dobiva po glavnomn jeziku fas [fqs] (bembi) iz Papua-novogvinejske provincije Sandaun, u distriktima Amanab i Aitape; 2.500 govornika (2000 popis). 
Drugi jezik koji joj pripada je baibai [bbf] 340 govornika (2000 popis).